# Fred J. Balshofer
Fred J. Balshofer (New York, 2 novembre 1877 – Calabasas, 21 giugno 1969) è stato un regista, direttore della fotografia, sceneggiatore e produttore cinematografico statunitense, considerato uno dei pionieri del cinema muto.

## Biografia
Nato a New York, da giovane Balshofer cominciò a interessarsi alla fotografia e, per tre anni, dal 1905 al 1908, lavorò a Filadelfia, presso gli studi della Lubin.
Assunto da Adam Kessel della New York Motion Picture Company, nel 1909 Balshofer diresse il suo primo film, Disinherited Son's Loyalty, per il quale firmò anche come direttore della fotografia.
Nello stesso anno, girò Davy Crockett - In Hearts United che viene considerato il primo film dedicato alla figura di Davy Crockett, il popolare eroe del West morto nella difesa di Alamo.
All'epoca, le pellicole della società venivano girate nel New Jersey, a Fort Lee, ma Balshofer, nominato direttore generale della controllata Bison Motion Pictures, trasferì gli studi sulla costa occidentale. La Bison si specializzò in film western e Balshofer restò a capo della compagnia per due anni, fino al momento in cui arrivò Thomas H. Ince.
Era sposato con l'attrice Cecil Weston (1889–1976). 
Balshofer fu uno dei co-fondatori di alcune compagnie di produzione: con Ford Sterling, della Sterling Film Co. nel 1914; insieme a Joseph Engel e a Richard A. Rowland della Quality Pictures Corporation, fondata nel 1915; e, nel 1916, della Yorke Film Corporation.

## Filmografia

### Regista

#### 1909
- Disinherited Son's Loyalty – cortometraggio (1909)
- Romance of a Fishermaid, co-regia Charles K. French – cortometraggio (1909)
- Davy Crockett - In Hearts United – cortometraggio (1909)
- The Squaw's Revenge – cortometraggio (1909)
- Why Mr. Jones Was Arrested – cortometraggio (1909)
- A Terrible Attempt – cortometraggio (1909)
- A Cowboy's Narrow Escape – cortometraggio (1909)
- The True Heart of an Indian, co-regia Charles Inslee – cortometraggio (1909)
- The Blacksmith's Wife – cortometraggio (1909)
- I Love My Wife, But Oh, You Kid – cortometraggio (1909)
- The Gypsy Artist – cortometraggio (1909)
- My Wife's Gone to the Country – cortometraggio (1909)
- Sailor's Child – cortometraggio (1909)
- The Yiddisher Cowboy – cortometraggio (1909)
- Sheltered Under Stars and Stripes – cortometraggio (1909)
- Half Breed's Treachery – cortometraggio (1909)
- Secret Service Woman – cortometraggio (1909)
- His Two Children – cortometraggio (1909)
- The Paymaster – cortometraggio (1909)
- A Kentucky Planter – cortometraggio (1909)
- A Squaw's Sacrifice – cortometraggio (1909)
- The Faithful Wife – cortometraggio (1909)
- Dove Eye's Gratitude – cortometraggio (1909)
- The Gold Seeker's Daughter – cortometraggio (1909)
- Iona, the White Squaw – cortometraggio (1909)
- The Mexican's Crime – cortometraggio (1909)
- Young Deer's Bravery – cortometraggio (1909)
- The Ranchman's Wife – cortometraggio (1909)
- An Indian's Bride – cortometraggio (1909)
- The Parson's Prayer – cortometraggio (1909)
- Dooley's Thanksgiving Turkey – cortometraggio (1909)
- The Message of an Arrow – cortometraggio (1909)
- Reunited at the Gallows – cortometraggio (1909)
- The Love of a Savage – cortometraggio (1909)
- An Italian Love Story – cortometraggio (1909)
- The Red Cross Heroine – cortometraggio (1909)

#### 1910
- Red Girl's Romance – cortometraggio (1910)
- A Redman's Devotion – cortometraggio (1910)
- A Forester's Sweetheart – cortometraggio (1910)
- A Cowboy's Reward – cortometraggio (1910)
- Romany Rob's Revenge – cortometraggio (1910)
- A Romance of the Prairie – cortometraggio (1910)
- His Imaginary Crime – cortometraggio (1910)
- The Female Bandit – cortometraggio (1910)
- By His Own Hands – cortometraggio (1910)
- The Ten of Spades; or, A Western Raffle – cortometraggio (1910)
- Young Deer's Gratitude – cortometraggio (1910)
- Government Rations – cortometraggio (1910)
- The Imposter – cortometraggio (1910)
- Dooley's Holiday – cortometraggio (1910)
- For Her Father's Honor – cortometraggio (1910)
- Dooley Referees the Big Fight – cortometraggio (1910)
- The Cowboy and the Schoolmarm – cortometraggio (1910)
- The New Partners – cortometraggio (1910)  marzo 1910 -->
- The Indian and the Cowgirl – cortometraggio (1910)
- The Rose of the Ranch – cortometraggio (1910)
- For His Sister's Honor – cortometraggio (1910)
- The Mexican's Ward – cortometraggio (1910)
- The Man from Texas – cortometraggio (1910)
- Company D to the Rescue – cortometraggio (1910)
- Nannina – cortometraggio (1910)
- The Rescue of the Pioneer's Daughter – cortometraggio (1910)
- A Shot in Time – cortometraggio (1910)
- Romance of a Snake Charmer – cortometraggio (1910)
- Red Wing's Loyalty – cortometraggio (1910)
- Rivalry in the Oil Fields – cortometraggio (1910)
- Red Wing's Constancy – cortometraggio (1910)
- A Husband's Mistake – cortometraggio (1910)
- The Adventures of a Cowpuncher – cortometraggio (1910)
- Rattlesnakes – cortometraggio (1910)
- Hazel, the Heart Breaker – cortometraggio (1910)
- A Sister's Devotion – cortometraggio (1910)
- Love and Money – cortometraggio (1910)
- Cupid's Comedy – cortometraggio (1910)
- Lost for Many Years (1910)
- The Feud (1910)
- The Mexican's Jealousy (1910)
- The Curse of Gambling (1910)
- Perils of the Plains (1910)
- The Tie That Binds (1910)
- Married on Horseback (1910)
- Girls (1910)
- Saved from the Redmen (1910)
- An Engineer's Sweetheart (1910)
- A Cowboy's Race for a Wife (1910)
- The Sea Wolves (1910)
- A Mexican Lothario (1910)
- Her Terrible Peril (1910))
- A Ranchman's Simple Son (1910)
- A Sinner's Sacrifice (1910)
- The Sheriff of Black Gulch (1910)
- A Mexican Love Affair (1910)
- Red Fern and the Kid (1910)
- A Message of the Sea (1910)
- Black Pete's Reformation (1910)
- Love in Mexico (1910)
- In the Wild West (1910)
- A Miner's Sweetheart (1910)
- A Cowboy's Generosity (1910)
- A True Country Heart (1910)
- The Prairie Post Mistress (1910)
- A Woman's Better Nature (1910)
- The Redmen's Persecution (1910)
- The Mascot of Company D (1910)
- Kit Carson (1910)
- Dan, the Arizona Scout (1910)
- The Night Rustlers (1910)
- Western Justice (1910)
- A True Indian Brave (1910)
- A Cowboy's Matrimonial Tangle (1910)
- For a Western Girl (1910)
- For the Love of Red Wing (1910)
- A Cattle Rustler's Daughter (1910)
- A Cowboy for Love (1910)
- The Ranch Raiders (1910)
- Young Deer's Return (1910)
- The Girl Scout (1910)
- A Cowboy's Daring Rescue (1910)
- The Prayer of a Miner's Child (1910)
- The Lure of Gold (1910)
- The Wrong Trail (1910)
- The Girl Cowboy (1910)
- A Red Girl's Friendship (1910)
- The Fatal Gold Nugget (1910)
- Red Wing and the White Girl (1910)
- The Branded Man (1910)
- Bud's Triumph (1910)
- The Flight of Red Wing (1910)
- An Indian Maiden's Choice (1910)
- True Western Honor (1910)
- A Cheyenne's Love for a Sioux (1910)
- The Ranchman's Personal (1910)
- An Indian's Elopement (1910)

#### 1911
- In the Heart of the Sierras (1911)
- The Savage Girl's Devotion (1911)
- An Indian Love Story (1911)
- Little Dove's Romance (1911)
- A Western Tramp (1911)
- Lone Star's Return (1911)

#### 1912
- The Restoration (1912)
- The Doctor's Double (1912)
- His Better Self, co-regia di Francis Ford (1912)

#### 1913
- The Revelation – cortometraggio (1913)
- Her Legacy – cortometraggio (1913)

#### 1915
- Rosemary, co-regia di William Bowman (1915)

#### 1916
- A Corner in Cotton (1916)
- L'esiliato (The Come-Back) (1916)
- The Masked Rider (1916)
- Pidgin Island (1916)

#### 1917
- The Haunted Pajamas (1917)
- Under Handicap (1917)
- Paradise Garden (1917)
- The Square Deceiver (1917)

#### 1918
- Browand Bill (Broadway Bill) (1918)
- Prestami il tuo nome (Lend Me Your Name) (1918)

#### 1919/1930
- A Man of Honor, co-regia di, non accreditato, Harold Lockwood (1919)
- An Adventuress (1920)
- The Three Buckaroos (1922)
- The Lone Rider (1927)
- La jaula de los leones (1930)

### Sceneggiatore
- The Restoration, regia di Fred J. Balshofer (1912)
- The Doctor's Double, regia di Fred J. Balshofer (1912)
- The Civilian, regia di Thomas H. Ince (1912)
- The Come-Back, regia di Fred J. Balshofer (1916)
- The Masked Rider, regia di Fred J. Balshofer (1916)
- Pidgin Island, regia di Fred J. Balshofer (1916)
- The Promise, regia di Jay Hunt (1917)
- The Haunted Pajamas, regia di Fred J. Balshofer (1917)
- The Hidden Spring, regia di E. Mason Hopper (1917)
- Under Handicap, regia di Fred J. Balshofer (1917)
- Paradise Garden, regia di Fred J. Balshofer (1917)
- The Square Deceiver, regia di Fred J. Balshofer (1917)
- The Avenging Trail, regia di Francis Ford (1917)
- Broadway Bill, regia di Fred J. Balshofer (1918)
- The Landloper, regia di George Irving (1918)
- Prestami il tuo nome (Lend Me Your Name), regia di Fred J. Balshofer (1918)
- A Man of Honor, regia di Fred J. Balshofer e, non accreditato, Harold Lockwood (1919)
- An Adventuress, regia di Fred J. Balshofer (1920)
- The Three Buckaroos, regia di Fred J. Balshofer (1922)

### Direttore della fotografia
- Disinherited Son's Loyalty, regia di Fred J. Balshofer (1909)
- Romance of a Fishermaid, regia di Fred J. Balshofer e Charles K. French (1909)
- Davy Crockett - In Hearts United, regia di Fred J. Balshofer (1909)
- The Squaw's Revenge, regia di Fred J. Balshofer (1909)
- Why Mr. Jones Was Arrested, regia di Fred J. Balshofer (1909)
- A Terrible Attempt, regia di Fred J. Balshofer (1909)
- A Cowboy's Narrow Escape, regia di Fred J. Balshofer (1909)
- The True Heart of an Indian, regia di Fred J. Balshofer e Charles Inslee (1909)
- The Blacksmith's Wife, regia di Fred J. Balshofer (1909)
- I Love My Wife, But Oh, You Kid, regia di Fred J. Balshofer (1909)
- The Gypsy Artist, regia di Fred J. Balshofer (1909)
- My Wife's Gone to the Country, regia di Fred J. Balshofer (1909)
- Sailor's Child, regia di Fred J. Balshofer (1909)
- The Yiddisher Cowboy, regia di Fred J. Balshofer (1909)
- Sheltered Under Stars and Stripes, regia di Fred J. Balshofer (1909)
- Half Breed's Treachery, regia di Fred J. Balshofer (1909)
- Secret Service Woman, regia di Fred J. Balshofer (1909)
- His Two Children
- The Paymaster, regia di Fred J. Balshofer (1909)
- A Kentucky Planter, regia di Fred J. Balshofer (1909)
- A Squaw's Sacrifice, regia di Fred J. Balshofer (1909)
- The Faithful Wife, regia di Fred J. Balshofer (1909)
- Dove Eye's Gratitude, regia di Fred J. Balshofer (1909)
- The Gold Seeker's Daughter, regia di Fred J. Balshofer (1909)
- Iona, the White Squaw, regia di Fred J. Balshofer (1909)
- The Mexican's Crime, regia di Fred J. Balshofer (1909)
- Young Deer's Bravery, regia di Fred J. Balshofer (1909)
- The Ranchman's Wife, regia di Fred J. Balshofer (1909)
- An Indian's Bride
- The Parson's Prayer
- Dooley's Thanksgiving Turkey
- The Message of an Arrow
- Reunited at the Gallows
- The Love of a Savage, regia di Fred J. Balshofer (1909)
- An Italian Love Story
- The Red Cross Heroine, regia di Fred J. Balshofer (1909)
- Red Girl's Romance, regia di Fred J. Balshofer (1909)
- A Redman's Devotion, regia di Fred J. Balshofer (1909)
- A Forester's Sweetheart, regia di Fred J. Balshofer (1909)
- A Cowboy's Reward, regia di Fred J. Balshofer (1909)
- Romany Rob's Revenge, regia di Fred J. Balshofer – cortometraggio (1910)
- A Romance of the Prairie, regia di Fred J. Balshofer – cortometraggio (1910)
- His Imaginary Crime, regia di Fred J. Balshofer – cortometraggio (1910)
- The Female Bandit, regia di Fred J. Balshofer – cortometraggio (1910)
- By His Own Hands
- The Ten of Spades; or, A Western Raffle, regia di Fred J. Balshofer – cortometraggio (1910)
- Young Deer's Gratitude
- Government Rations
- The Impostor, regia di Fred J. Balshofer – cortometraggio (1910)
- Dooley's Holiday
- For Her Father's Honor
- Dooley Referees the Big Fight, regia di Fred J. Balshofer (1910)
- The Cowboy and the Schoolmarm, regia di Fred J. Balshofer – cortometraggio (1910)
- The New Partners
- The Indian and the Cowgirl
- The Rose of the Ranch
- For His Sister's Honor, regia di Fred J. Balshofer – cortometraggio (1910)
- The Mexican's Ward, regia di Fred J. Balshofer – cortometraggio (1910)
- The Man from Texas, regia di Fred J. Balshofer – cortometraggio (1910)
- Company D to the Rescue
- Nannina, regia di Fred J. Balshofer – cortometraggio (1910)
- The Rescue of the Pioneer's Daughter, regia di Fred J. Balshofer  – cortometraggio (1910)
- A Shot in Time, regia di Fred J. Balshofer – cortometraggio (1910)
- Romance of a Snake Charmer, regia di Fred J. Balshofer – cortometraggio (1910)
- Red Wing's Loyalty, regia di Fred J. Balshofer  – cortometraggio (1910)
- Rivalry in the Oil Fields, regia di Fred J. Balshofer – cortometraggio (1910)
- Red Wing's Constancy, regia di Fred J. Balshofer  – cortometraggio (1910)
- A Husband's Mistake, regia di Fred J. Balshofer – cortometraggio (1910)
- The Adventures of a Cowpuncher, regia di Fred J. Balshofer (1910)
- Rattlesnakes, regia di Fred J. Balshofer (1910)
- Hazel, the Heart Breaker, regia di Fred J. Balshofer (1910)
- A Sister's Devotion, regia di Fred J. Balshofer (1910)
- Love and Money, regia di Fred J. Balshofer (1910)
- Cupid's Comedy, regia di Fred J. Balshofer (1910)
- Lost for Many Years, regia di Fred J. Balshofer (1910)
- The Feud, regia di Fred J. Balshofer (1910)
- The Mexican's Jealousy, regia di Fred J. Balshofer (1910)
- The Curse of Gambling, regia di Fred J. Balshofer (1910)
- Perils of the Plains, regia di Fred J. Balshofer (1910)
- The Tie That Binds, regia di Fred J. Balshofer (1910)
- Married on Horseback, regia di Fred J. Balshofer (1910)
- Girls, regia di Fred J. Balshofer (1910)
- Saved from the Redmen, regia di Fred J. Balshofer (1910)
- An Engineer's Sweetheart, regia di Fred J. Balshofer (1910)
- A Cowboy's Race for a Wife, regia di Fred J. Balshofer (1910)
- The Sea Wolves, regia di Fred J. Balshofer (1910)
- A Mexican Lothario, regia di Fred J. Balshofer (1910)
- Her Terrible Peril, regia di Fred J. Balshofer (1910)
- A Ranchman's Simple Son, regia di Fred J. Balshofer (1910)
- A Sinner's Sacrifice, regia di Fred J. Balshofer (1910)
- The Sheriff of Black Gulch, regia di Fred J. Balshofer (1910)
- A Mexican Love Affair, regia di Fred J. Balshofer (1910)
- Red Fern and the Kid, regia di Fred J. Balshofer (1910)
- A Message of the Sea, regia di Fred J. Balshofer (1910)
- Black Pete's Reformation, regia di Fred J. Balshofer (1910)
- Love in Mexico, regia di Fred J. Balshofer (1910)
- In the Wild West, regia di Fred J. Balshofer (1910)
- A Miner's Sweetheart, regia di Fred J. Balshofer (1910)
- A Cowboy's Generosity, regia di Fred J. Balshofer (1910)
- A True Country Heart, regia di Fred J. Balshofer (1910)
- The Prairie Post Mistress, regia di Fred J. Balshofer (1910)
- A Woman's Better Nature, regia di Fred J. Balshofer (1910)
- The Redmen's Persecution, regia di Fred J. Balshofer (1910)
- The Mascot of Company D, regia di Fred J. Balshofer (1910)
- Kit Carson, regia di Fred J. Balshofer (1910)
- Dan, the Arizona Scout, regia di Fred J. Balshofer (1910)
- The Night Rustlers, regia di Fred J. Balshofer (1910)
- Western Justice, regia di Fred J. Balshofer (1910)
- A True Indian Brave, regia di Fred J. Balshofer (1910)
- A Cowboy's Matrimonial Tangle, regia di Fred J. Balshofer (1910)
- For a Western Girl, regia di Fred J. Balshofer (1910)
- For the Love of Red Wing, regia di Fred J. Balshofer (1910)
- A Cattle Rustler's Daughter, regia di Fred J. Balshofer (1910)
- A Cowboy for Love, regia di Fred J. Balshofer (1910)
- The Ranch Raiders, regia di Fred J. Balshofer (1910)
- Young Deer's Return, regia di Fred J. Balshofer (1910)
- The Girl Scout, regia di Fred J. Balshofer (1910)
- A Cowboy's Daring Rescue, regia di Fred J. Balshofer (1910)
- The Prayer of a Miner's Child, regia di Fred J. Balshofer (1910)
- The Lure of Gold, regia di Fred J. Balshofer (1910)
- The Wrong Trail, regia di Fred J. Balshofer (1910)
- The Girl Cowboy, regia di Fred J. Balshofer (1910)
- A Red Girl's Friendship, regia di Fred J. Balshofer (1910)
- The Fatal Gold Nugget, regia di Fred J. Balshofer (1910)
- Red Wing and the White Girl, regia di Fred J. Balshofer (1910)
- The Branded Man, regia di Fred J. Balshofer (1910)
- Bud's Triumph, regia di Fred J. Balshofer (910)
- The Flight of Red Wing, regia di Fred J. Balshofer (1910)
- An Indian Maiden's Choice, regia di Fred J. Balshofer (1910)
- True Western Honor, regia di Fred J. Balshofer (1910)
- A Cheyenne's Love for a Sioux, regia di Fred J. Balshofer (1910)
- The Ranchman's Personal, regia di Fred J. Balshofer (1910)
- In the Heart of the Sierras

### Produttore
- Dove Eye's Gratitude, regia di Fred J. Balshofer (1909)
- Little Dove's Romance, regia di Fred J. Balshofer (1911)
- A Western Tramp, regia di Fred J. Balshofer (1911)
- Love and Vengeance, regia di Henry Lehrman (1914)
- The Fatal Wedding (1914)

- The Wall Between, regia di Robert Z. Leonard (1914)

- The Second in Command, regia di William J. Bowman (1915)

- Pennington's Choice, regia di William Bowman (1915)

- Rosemary, regia di Fred J. Balshofer e William Bowman (1915)

- A Corner in Cotton, regia di Fred J. Balshofer (1916)

- An Adventuress, regia di Fred J. Balshofer (1920)

- The Battling Bookworm (1928)